# Steatomys opimus
Steatomys opimus е вид гризач от семейство Nesomyidae. Видът не е застрашен от изчезване.

## Разпространение и местообитание
Разпространен е в Демократична република Конго, Камерун, Централноафриканска република и Южен Судан.
Обитава гористи местности, склонове, долини, ливади и савани.

## Описание
На дължина достигат до 11,6 cm, а теглото им е около 40 g.